# Classe Culloden
La classe Culloden est une classe de vaisseau de ligne de 3e rang armés de 74 canons, conçue pour la Royal Navy par Sir Thomas Slade.

## Les unités de la classe
| Nom            | Chantier naval              | Commande         | Lancement         | Fin                            | Tableau |
| -------------- | --------------------------- | ---------------- | ----------------- | ------------------------------ | ------- |
| HMS Culloden   | chantier naval de Deptford  | 30 novembre 1769 | 18 mai 1776       | naufragé en 1781               |         |
| HMS Thunderer  | Wells à Rotherhithe         | 23 août 1781     | 13 novembre 1783  | démoli en 1814                 |         |
| HMS Venerable  | chantier naval de Blackwall | 9 août 1781      | 19 avril 1784     | naufragé en 1804               |         |
| HMS Terrible   | Wells à Rotherhithe         | 13 décembre 1781 | 28 mars 1785      | démoli en 1836                 |         |
| HMS Victorious | Perry à Blackwall           | 28 décembre 1781 | 27 avril 1785     | démoli en 1803                 |         |
| HMS Ramillies  | Randall à Rotherhithe       | 19 juin 1782     | 12 juillet 1785   | démoli en 1850                 |         |
| HMS Hannibal   | Perry à Blackwall           | 19 juin 1782     | 15 avril 1786     | capturé en 1801 démoli en 1824 |         |
| HMS Theseus    | Perry à Blackwall           | 11 juillet 1780  | 25 septembre 1786 | démoli en 1814                 |         |